# 市民 (社会阶级)

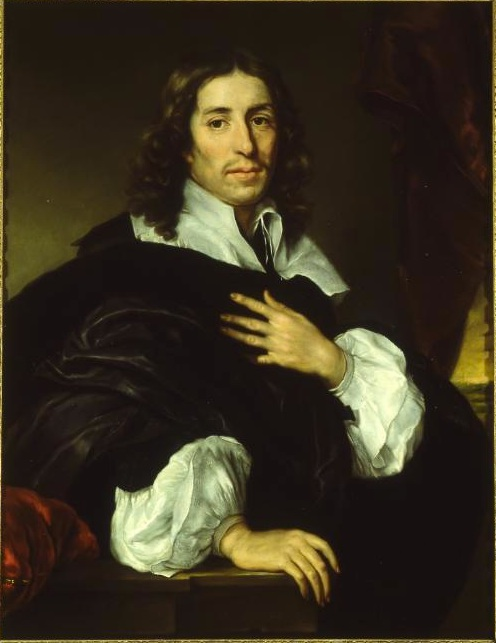
《市民肖像》，由小卢卡斯·弗朗索瓦绘于约1660年

市民（英語：burgher）是中世纪至近代欧洲部分城镇居民的阶级或头衔。这一群体一般享有一定特权，如享有参政权、可从事特定职业、免于徭役。市民身份的获取条件因国家和城市而异。
在部分语言中，本意为“市民”的词后来有了“中产者”、“资产者”的含义，如法语的“bourgeois”、德语的“Bürger”。